# Nupserha vanrooni
Nupserha vanrooni är en skalbaggsart som först beskrevs av Aurivillius 1916.  Nupserha vanrooni ingår i släktet Nupserha och familjen långhorningar.
Artens utbredningsområde är Malawi. Inga underarter finns listade i Catalogue of Life.